# スキャンダル (スキャンダルのアルバム)
『スキャンダル』（Scandal）は、アメリカのポップ・ロック・バンド「スキャンダル」が、1982年にコロムビア・レコードからリリースしたデビュー・ミニ・アルバム（5曲入りEP）。

## 概要
プロデュースはヴィニ・ポンシア。エンジニアはボブ・シェイパー。
本作からは"Goodbye To You"がビルボードHot100の65位、"Love's Got A Line On You"が同59位まで上がるヒットとなり、アルバム自体もビルボード200の39位まで上昇、同レコード会社始まって以来最大の売り上げを記録した。
1979年に書かれた収録曲"Win Some, Lose Some"（この曲のみポンシアとリック・チャートフとの共同プロデュース）は、作曲者のひとりであるブライアン・アダムスの1980年のデビュー・アルバムにアダムスのレコーディングで収録されている。
EP自体は現在までCD化されていないが、収録曲5曲はすべてVH1による編集盤CD"We Are The '80s."に収められている。（アルバム・ジャケットの写真も同CDのカバーに使用された）

## 収録曲
1. "Goodbye to You"
作詞・作曲 ザック・スミス - 3:46
2. "Love's Got a Line on You"
作詞・作曲 キャス・グリーン、ザック・スミス - 3:24
3. "Win Some, Lose Some"
作詞・作曲 ブライアン・アダムス、ジム・ヴァランス、エリック・カーニャ、ポール・ディーン - 3:47
4. "She Can't Say No"
作詞・作曲 パティ・スマイス、ザック・スミス - 4:21
5. "Another Bad Love"
作詞・作曲 パティ・スマイス、ザック・スミス - 3:35

## パーソネル
- パティ・スマイス - Vocals
- ザック・スミス - guitar, background vocals
- キース・マック - guitar, background vocals
- レイ・ゴメス - guitar, background vocals
- イヴァン・エリアス - bass guitar
- フランキー・ラロッカ - drums
- ベンジー・キング - keyboards, background vocals
- ポール・シェイファー - keyboards
- リズ・スマイス - background vocals
- ラーニ・クーゲル - background vocals